# Afrithelphusa leonensis
Afrithelphusa leonensis је животињска врста класе Crustacea која припада реду Decapoda. 

## Угроженост
Подаци о распрострањености ове врсте су недовољни.

## Распрострањење
Врста је присутна само у Сијера Леонеу.

## Станиште
Станишта врсте су шуме и слатководна подручја. 